# Kętrzyńska Kępa
Kętrzyńska Kępa (deutsch Rastenburgshöfchen) ist ein nicht mehr besiedelter Ort in der polnischen Woiwodschaft Ermland-Masuren. Er gehört zur Gmina Kętrzyn (Landgemeinde Rastenburg) im Powiat Kętrzyński (Kreis Rastenburg).

## Geographische Lage
Kętrzyńska Kępa liegt in der nördlichen Mitte der Woiwodschaft Ermland-Masuren, drei Kilometer nördlich der Stadt Kętrzyn (deutsch Rastenburg).

## Geschichte
Rastenburgshöfchen, das bis zum 23. November 1835 „Abbau Schmidt“ hieß, bestand aus einem großen Hof und gehörte bis 1945 als Wohnplatz zur ostpreußischen Stadt Rastenburg. Es gehörte zu den fünf Abbaugütern der Stadt.
Zur Gründung Rastenburgshöfchens hieß es am 23. November 1835 in der amtlichen Mitteilung: „...Daß dem, vom Fleischer-Meister Schmidt zu Rastenburg, im Landraths-Kreise gleichen Namens gelegene, zur Kirche Rastenburg eingepfarrte...neu erbauten Vorwerk...[das] 3 Feuerstellen und 20 Seelen enthält, der Name Rastenburgshöfchen beigelegt ist.“
700 Meter südwestlich des Hofes befanden sich einst Schießstände. Die Zahl der Einwohner belief sich im Jahre 1905 auf 38.
Nach der Abtretung des gesamten südlichen Ostpreußen an Polen im Jahre 1945 erhielt Rastenburgshöfchen die polnische Namensform „Kętrzyńska Kępa“. Der Ort, in dem es keine Einwohner und auch keine Gebäude mehr gibt, ist heute Teil der Landgemeinde Kętrzyn (Rastenburg) im Powiat Kętrzyński (Kreis Rastenburg), von 1975 bis 1998 der Woiwodschaft Olsztyn, seither der Woiwodschaft Ermland-Masuren zugehörig.

## Kirche
Vor 1945 war Rastenburgshöfchen kirchlich nach Rastenburg eingegliedert. Die gleiche Zugehörigkeit besteht auch heute für Kętrzyńska Kępa.

## Verkehr
Nach Kętrzyńska Kępa führt ein Direktweg von der polnischen Woiwodschaftsstraße 592 (einstige deutsche Reichsstraße 135) von Gałwuny (Groß Galbuhnen) aus. Außerdem besteht eine Verbindungsstraße von Kętrzyn nach Kaskajmy (Groß Köskeim). Die nächste Bahnstation ist Kętrzyn an der Bahnstrecke Głomno–Białystok.